# Хайдарабадська рупія

1 рупія останньої серії (1948)

Хайдарабадська рупія (телугу: హైద઱బ ద ద ం ంపయ ం, урду: ہیدرابادی روپے) — до 1953 валюта однойменного індійського князівства. Зміст срібла в ній — і, відповідно, вартість — був нижчим, ніж у стандартної рупії Британської Індії. Як і індійська рупія, вона складалася з 16 анна, у свою чергу поділених на 12 пай. Були випущені монети: мідно-нікелеві номіналом в 1 і 2 ½ пай і 1 анна, і срібні 2, 4, 8 анна і 1 рупія.

## Історія
Після сходження на престол Османі Алі Хана (правив у 1911-1948, помер у 1967) випущені в 1911 і пізніше монети називалися Османі на його честь. Другу серію монет, випущену в 1942, було трохи змінено.
Уряд Хайдарабада зробив кілька спроб організувати випуск власних паперових грошей, незважаючи на протидію англійців. Внаслідок гострого дефіциту срібла у роки Першої світової війни англійці змушені були у 1918 дозволити випуск паперових грошей. Були випущені банкноти номіналом 10 рупій і 100 рупій. В 1919 випущені одна і п'ять рупій, а в 1926 випустили одну тисячу рупій.
У 1941 Асаф Джах VII заснував Хайдарабадський Державний банк. Хайдарабад продовжував карбувати власні монети до 1948, коли Індійський Союз ліквідував незалежність князівства.
Хайдарабадська рупія у вигляді монет карбувалась до 1947. У 1950 індійська рупія введена поряд з місцевою валютою, щодо 7 хайдарабадських рупій = 6 індійських рупій. В 1951 хайдарабадська рупія припинила існування, а індійська рупія стала єдиною валютою Індії, хоча рупія Хайдарабада вилучалася з обігу до 1959.